# 聖騎士之戰 -奮戰-
《聖騎士之戰 -奮戰-》是由亞克系統开发和发行的格斗游戏。它是罪恶装备系列的第七部主线作品，也是此系列的第24部。该游戏于2021年6月11日在全球发行。

## 开发
在亞克系統在EVO 2018上确认正在开发《罪恶装备》系列的新作后，该游戏在EVO 2019上以暂定名称《新罪恶装备》进行了全球曝光和公布预告片，展示了新的虚幻引擎4图形和破墙机制。两天后，游戏的主题曲《Smell of the Game》作为宣传单曲全面曝光。本作的正式标题《聖騎士之戰 -奮戰-》于2019年11月发布的预告片中公布。
由于受到2019冠状病毒病疫情的影响，该游戏于2020年5月被推迟到未确定的2021年发布日期。在其公测版本于2021年2月全程上线后，游戏从2021年4月9日推迟到6月11日，开发团队以游戏要根据粉丝的反馈改善在线大厅和在线服务器的稳定性为理由，第二次推迟。
本作在2022年微软东京电玩展展前发布会上亮相，微软宣布同亞克系統达成合作，游戏将移植到Xbox Series X/S及Xbox One主机上，并在Xbox版发布首日加入Xbox Game Pass游戏库。Xbox版于2023年3月7日面向全球发行。

## 電視動畫
改編電視動畫《聖騎士之戰 -奮戰-：DUAL RULERS》（原名：GUILTY GEAR -STRIVE-：DUAL RULERS）由三次元負責製作，于2025年4月至5月播放。

### 製作名單
- 原作：亞克系統
- 人物原案：石渡太輔
- 監督：森川滋
- 系列構成：海法紀光
- 劇本：海法紀光、重信康
- 動畫人物設定：茶之原拓也、八森優香、Shin Joseph
- 美術監督：荒井和浩
- 色彩設計：石橋名結
- 攝影監督：奥村大輔
- 剪輯：日高初美
- 音響監督：大寺文彦
- 音響制作：Magic Capsule
- 音樂：高橋諒
- 音樂制作：ApDream
- 副製作人：水島精二
- 動畫製作：三次元

### 主題曲
片頭曲AXCLUSION
主唱、作詞、作曲、編曲：ulma sound junction
片尾曲在処
主唱、作詞：Nowlu，作曲、編曲：

### 各話列表
| 话数   | 标题                                      | 剧本     | 分镜                                                                                  | 演出 CG總監         | 作画导演                                                 | 首播日期      |
| ------ | ----------------------------------------- | -------- | ------------------------------------------------------------------------------------- | ------------------- | -------------------------------------------------------- | ------------- |
| 第一话 | 儀式 -Ceremony-                           | 海法紀光 | 岡 佐佐木健太 小林耕太朗 前田雄輝 大島千学 大森大地 森翔子 森川滋                     | 大森大地            | 大峰誠也 三島夕季 中谷蓮 茶之原拓也 八森優香 Shin Joseph | 2025年 4月5日 |
| 第二话 | 和平信仰 -Belief in Peace-                | 重信康   | 佐佐木健太 石川真平 小林耕太朗 前田雄輝 大島千学 大森大地 董蘇健 森川滋               | 小川浩太朗          | 三島夕季                                                 | 4月12日       |
| 第三话 | 翱翔的天使 -A Soaring Angel-              | 海法紀光 | 岡 佐佐木健太 森田紘吏 小林耕太朗 前田雄輝 大森大地 大島千学 森川滋                   | 大森大地            | 大峰誠也                                                 | 4月19日       |
| 第四话 | 齒輪之王 -King of GEARS-                  | 海法紀光 | 岡 佐佐木健太 森田紘吏 小林耕太朗 前田雄輝 大島千学 井尻友紀 鈴木風人 宮久晃典 森川滋 | 小川浩太朗          | 三島夕季 八森優香                                        | 4月26日       |
| 第五话 | 王的決定 -King's Decision-                | 重信康   | 小林耕太朗 岡 佐佐木健太 井尻友紀 鈴木風人 石川真平 森川滋                            | 大森大地 小川浩太朗 | 大峰誠也 Shin Joseph                                     | 5月3日        |
| 第六话 | 來自未來的使者 -Emissary from the Future- | 海法紀光 | 岡 佐佐木健太 小林耕太朗 森川滋                                                       | 大森大地 小川浩太朗 | 大峰誠也 三島夕季 Shin Joseph                            | 5月10日       |
| 第七话 | 暗黑的太陽 -Dark Sun-                     | 重信康   | 岡 小林耕太朗 佐佐木健太 石川真平 森川滋                                              | 大森大地 小川浩太朗 | Shin Joseph 三島夕季                                     | 5月17日       |
| 第八话 | 是什麼成就了你 -What Makes You, You-      | 海法紀光 | 岡 小林耕太朗 佐佐木健太 石川真平                                                     | 大森大地 小川浩太朗 | 大峰誠也 三島夕季 Shin Joseph                            | 5月24日       |

### 播映平台
| 播映地區 | 播映平台    | 播映日期             | 播映時間              | 備註   |
| -------- | ----------- | -------------------- | --------------------- | ------ |
| 部分地區 | Crunchyroll | 2025年4月5日—5月24日 | 星期六 22:00（UTC+8） | [ 13 ] |